# Anne Mildred Brøvig
Die Anne Mildred Brøvig war ein norwegischer Öltanker. Beladen mit 40.000 Tonnen Rohöl, kollidierte das Schiff am 20. Februar 1966 39 Seemeilen westlich von Helgoland im Nebel mit dem 30-mal kleineren britischen Küstenmotorschiff Pentland, das Whisky in Fässern geladen hatte.

## Daten zum Schiff
Die Anne Mildred Brøvig hatte eine Länge von 213 m, eine Breite von 29 m und einen Tiefgang von 14,8 m. Sie war mit 25.454 BRT vermessen und hatte eine Tragfähigkeit von 40.915 Tonnen.

## Havarie und Bergung
Die Anne Mildred Brøvig wurde bei der Havarie auf der Steuerbordseite in Höhe des Maschinenraums und des Tanks 10 aufgeschlitzt. Das auslaufende Öl entzündete sich und setzte das Achterschiff in Brand, das auf den Meeresgrund in 38 Meter Tiefe sank. Das Vorschiff ragte noch aus dem Wasser. Etwa 16.800 Tonnen Öl flossen in die Nordsee. Die Pentland geriet ebenfalls in Brand, konnte aber gelöscht werden. Das bei der Kollision entstandene Leck im Vorschiff wurde notdürftig abgedichtet und das Schiff konnte mit eigener Kraft den nächsten Hafen anlaufen. Die 45-köpfige Besatzung des Tankers wurde durch Rettungshubschrauber gerettet.

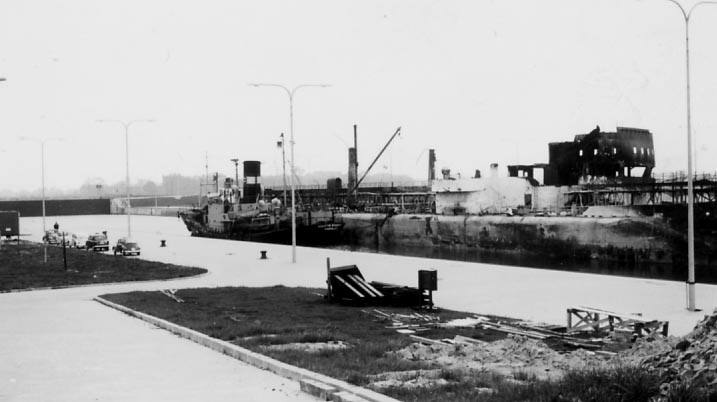
Anne Mildred Brøvig mit Pumpschiff Gudrun Bonertz in der Schleuse

Mit der Bergung des Schiffs wurde die niederländische Firma Smit Tak International Salvage Company beauftragt. An der Bergung waren die Bergungsschiffe Bison und Bever, sowie der Schlepper Polzee der Firma Smit Tak, das Pumpschiff Gudrun Bonertz, zwei Küstentankschiffe und ein Schiff mit damals noch als Emulgatoren bezeichneten Dispergatoren der ersten Generation beteiligt. Nach ersten Untersuchungen stellte sich heraus, dass sich das Achterschiff schon rund zwölf Meter in den Meeresgrund eingegraben hatte und abzubrechen drohte. Daraufhin wurde es vom übrigen Schiff abgesprengt. Taucher dichteten am vorderen Teil alle Öffnungen an Deck ab und brachten zur Sicherung beide Anker aus. Danach wurden die Steuerbord-Seitentanks 1 und 2 leergepumpt. Nachdem einige achtere Tanks geleichtert und die Vorpiek und die vorderen Ladetanks mit Wasser und Luft gefüllt waren, schwamm das Vorschiff wieder auf. Mit einer Restladung von rund 25.000 Tonnen wurde es nach Helgoland geschleppt. Dort wurden nochmals 5000 Tonnen Öl abgepumpt und dann in ein Dock nach Wilhelmshaven verbracht. Nach weiteren Sicherungsarbeiten ging die Anne Mildred Brøvig mit 20.000 Tonnen Rohöl im Schlepp nach Hamburg. Die gesamte Bergung dauerte 50 Tage.
1968 wurde das Schiff an die Dubai Petroleum Company verkauft und in Hamburg zu einem schwimmenden Tanklager umgebaut. Als Majmaa No. 1 wurde es zwischen September und Oktober 1968 nach Dubai geschleppt.